# Helicopsyche murrumba
Helicopsyche murrumba är en nattsländeart som beskrevs av Mosely in Mosely och Douglas E. Kimmins 1953. Helicopsyche murrumba ingår i släktet Helicopsyche och familjen Helicopsychidae. Inga underarter finns listade i Catalogue of Life.